# Classe Robert H. Smith
La classe Robert H. Smith è una sottoclasse della classe Allen M. Sumner di cacciatorpediniere della United States Navy. Nel corso del 1944, dodici unità della classe Sumner, vennero trasformate mentre erano ancora in costruzione, in cacciatorpediniere posamine con la rimozione dei lanciasiluri, sostituiti con le predisposizioni per 100 mine. Tali modifiche interessarono 12 navi delle 58 complessive della classe Sumner.
Unità della classe
- USS Robert H. Smith (DM-23) ex (DD-735)
- USS Thomas E. Fraser (DM-24) ex (DD-736)
- USS Shannon (DM-25) ex (DD-737)
- USS Harry F. Bauer (DM-26) ex (DD-738)
- USS Adams (DM-27) ex (DD-739)
- USS Tolman (DM-28) ex (DD-740)
- USS Henry A. Wiley (DM-29) ex (DD-749)
- USS Shea (DM-30) ex (DD-750)
- USS J. William Ditter (DM-31) ex (DD-751)
- USS Lindsey (DM-32) ex (DD-771)
- USS Gwin (DM-33) ex (DD-772)
- USS Aaron Ward (DM-34) ex (DD-773)

Di queste navi, l'USS Gwin, il 15 agosto 1971 venne trasferita alla Turchia e ribattezzata TCG Muavenet (DM-357). Il 1º ottobre 1992, nel corso dell'esercitazione NATO Display Determination, la nave venne colpita nelle acque dell'Egeo nel golfo di Saros da un missile Sea Sparrow lanciato dalla portaerei USS Saratoga ed in conseguenza dei gravi danni ricevuti venne successivamente demolita. La Marina Turca ricevette dagli Stati Uniti come risarcimento la fregata classe Knox USS Capodanno ribattezzata a sua volta TCG Muavenet (F-250) dopo la cessione alla Turchia, prestando servizio sotto bandiera turca dall'11 gennaio 1995 al 22 febbraio 2002.